# Neocompsa mendezi
Neocompsa mendezi là một loài bọ cánh cứng trong họ Cerambycidae.